# Беспалов, Вениамин Фёдорович
Вениамин Фёдорович Беспалов (26 марта 1906, Сызрань — 8 октября 1983, Алма-Ата) — советский учёный, доктор геолого-минералогических наук (1969). Заслуженный геолог-разведчик Казахстана (1976).

## Биография
Родился в большой семье Федора Федоровича Беспалова. Федор Беспалов имел дочь и двоих сыновей от первого брака, закончившегося безвременной смертью его жены. Во втором его браке родилось четверо детей: старшая Александра, затем последовали Андрей, Алексей и младший Вениамин. Когда Белая Армия окончательно покидала Сызрань, семья раскололась. Двое старших сыновей ушли вместе с белыми. Троих младших сыновей отец запер в подвале, и они остались. По окончании Гражданской войны все трое окончили школу землемеров, что, возможно, повлияло на дальнейший профессиональный выбор Алексея и Вениамина.
Окончил Казахский горно-металлургический институт (1948, ныне КазНТУ) (сдал экзамены экстерном).
В 1931—1941 годах начальник геологических съёмочных партий в Центральном и Южном Казахстане. В 1941—1943 годах — участник Великой Отечественной войны.
С 1943 г. в поисковых и геолого-съёмочных партиях. С 1948 по 1958 г. начальник Каркаралинской геолого-съёмочной экспедиции.
В 1955—1968 годах доцент КазГУ (до 1959), затем КазПТИ. В начале 60-х годов руководил поисковой экспкдицией в Китае. В 1968—1983 годах — руководитель сектора тектоники Института геологических наук.
В 1982 году он, вместе с группой коллег-геологов (Бандалетов С. М., Ергалиев Г. X., Ившин Н. К., Никитин И. Ф. и Борукаев Р. А. — научный руководитель), был награждён Государственной премией КазССР за работу «Стратиграфия и палеонтология нижнего палеозоя Казахстана».
Основные труды посвящены вопросам геологии и тектоники. Определил докембрийскую и нижнепалеозойскую структуры Западного и Центрального Казахстана, открыл первое вольфрамитовое месторождение. Автор и редактор многочисленных геологических карт отдельных горнорудных районов Казахстана и сопредельных территории.
Награждён орденом Трудового Красного Знамени (1954).
Скончался 8 октября 1983 года, похоронен на Центральном кладбище Алматы.